# Coelinius versicolor
Coelinius versicolor är en stekelart som beskrevs av Robert A.Wharton 1991. Coelinius versicolor ingår i släktet Coelinius och familjen bracksteklar. Inga underarter finns listade i Catalogue of Life.